# بوسه (آلبوم کارلی ری جپسن)
بوسه (به انگلیسی: Kiss) دومین آلبوم استودیویی از خوانندهٔ کانادایی کارلی ری جپسن می‌باشد که در ۱۴ سپتامبر سال ۲۰۱۲ از سوی ۶۰۴، اسکول‌بوی و اینترسکوپ رکوردز منتشر گردید. پس از اینکه نخستین آلبوم وی تحت عنوان طناب‌کشی (۲۰۰۸) تنها در کانادا منتشر گردید، این آلبوم به اولین آلبوم بین‌المللی جپسن تبدیل شد. ترانه‌های این آلبوم در سبک‌های نیو دیسکو، دنس پاپ، و تین پاپ قرار دارند و از د کارز، مدونا و روبین الهام گرفته‌اند. جاستین بیبر و اول سیتی در این آلبوم به‌عنوان هنرمند مهمان حضور دارند.